# NGC 604
NGC 604 aussi nommée la « nébuleuse du Triangle », est une région HII découverte par William Herschel le 11 septembre 1784. Elle fait partie de la Galaxie du Triangle. C'est l'une des plus grandes régions HII du groupe local : située à plus de 2,5 millions d'années-lumière de la Terre et avec un plus grand diamètre d'environ 1 500 années-lumière, soit 40 fois la taille de la partie visible de la nébuleuse d'Orion. Elle serait 6 300 fois plus lumineuse que la nébuleuse d'Orion et si elle se trouvait à la même distance que celle-ci (1 350 al), elle surpasserait l'éclat de Vénus. Comme toutes les nébuleuses en émission, son gaz est ionisé par un amas d'étoiles massives en son cœur. Dans le cas de NCG 604, environ 200 étoiles dont les masses varient de 15 à 60 masses solaires sont réparties dans au moins deux amas.
Toutes ces caractéristiques combinées au jeune âge de ces étoiles (environ 3,5 millions d'années) font de NGC 604 un sujet d'étude particulièrement intéressant pour les astrophysiciens : l'ADS recense plus de 150 articles liés à cette nébuleuse, pour des thèmes aussi variés que les étoiles Wolf-Rayet, les cavités de vent stellaire ou encore les émissions de rayons X.

## Galerie

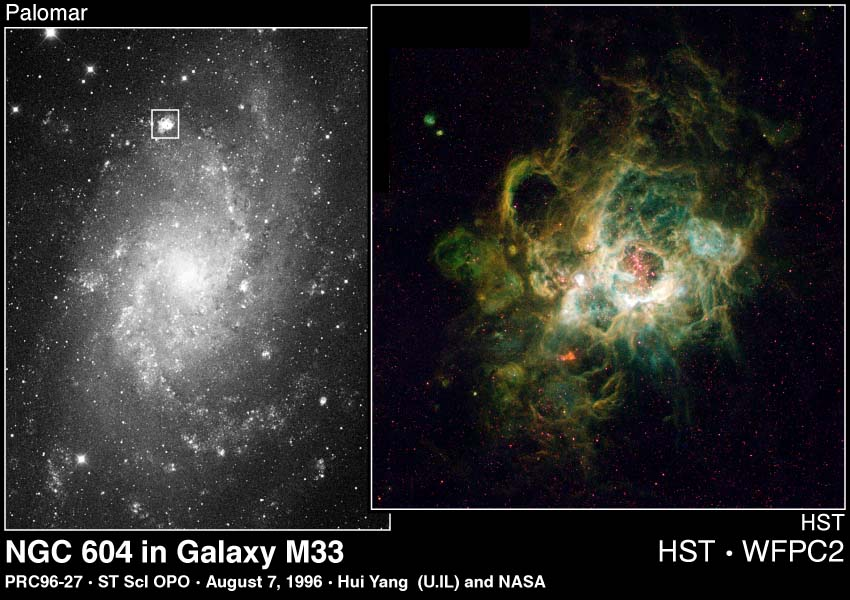
Position de NGC 604 dans la nébuleuse NGC 604 dans la galaxie du Triangle.
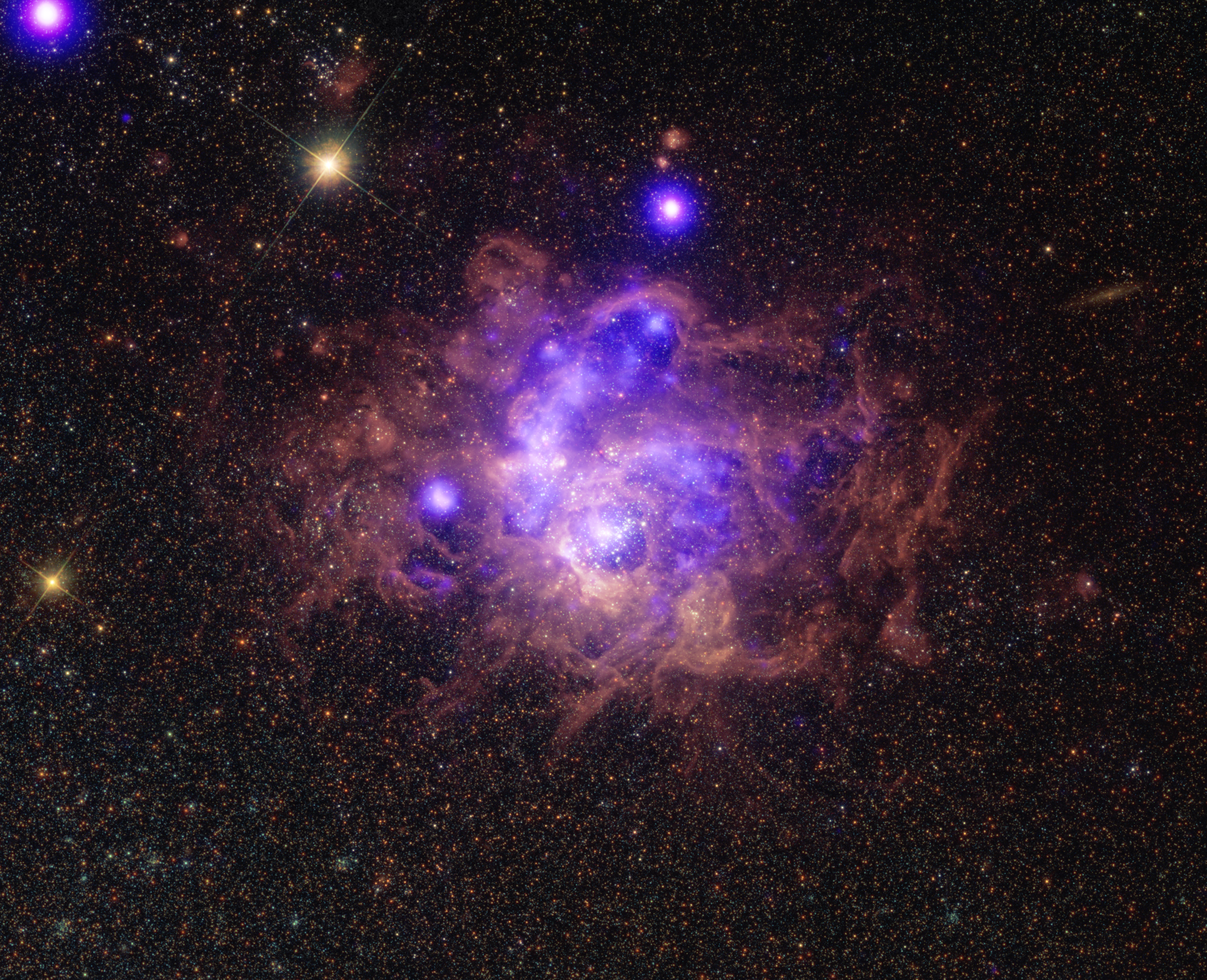
NGC 604 en rayon X et en lumière visible (télescope spatial Hubble & Chandra).
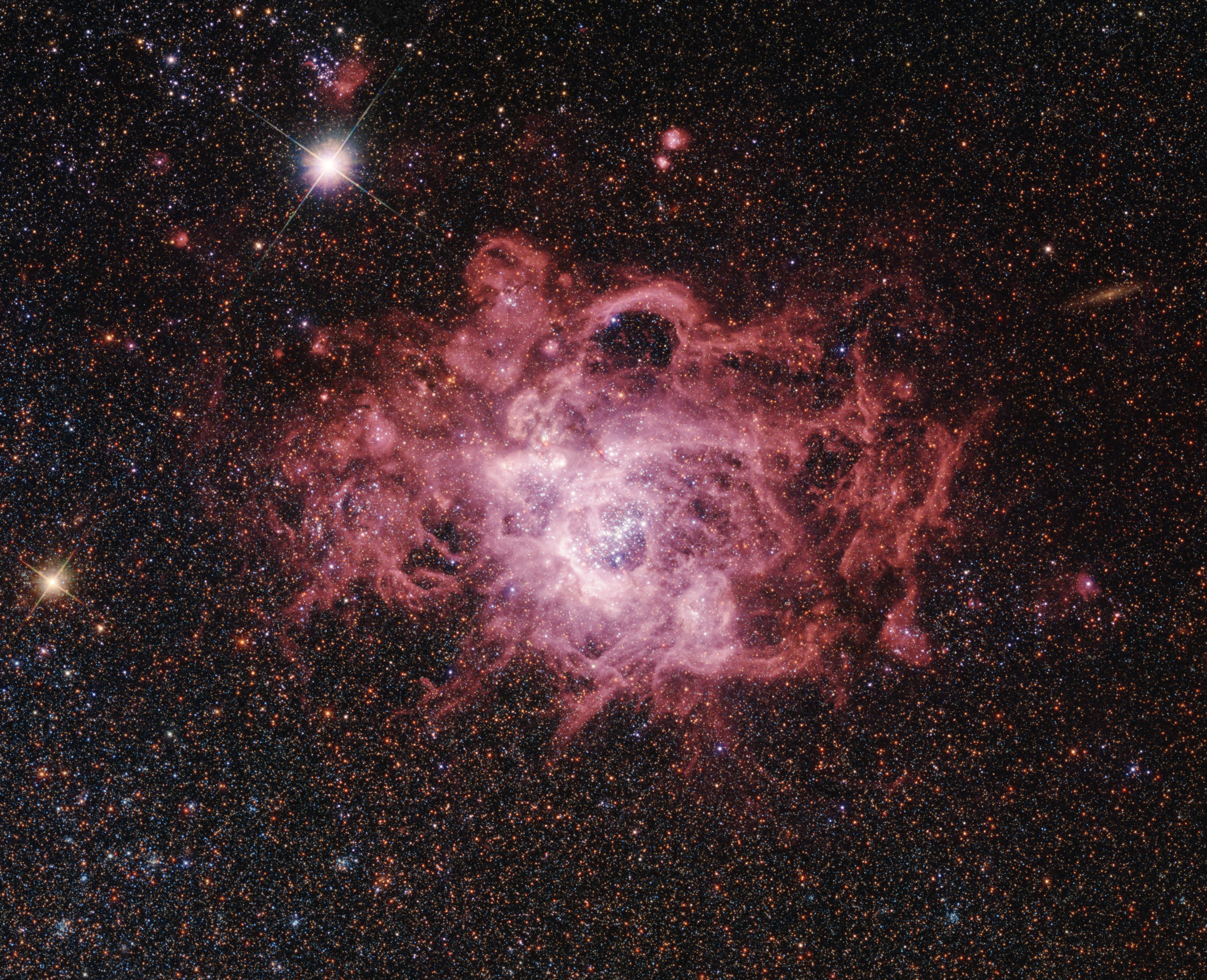
NGC 604 par le télescope spatial Hubble.
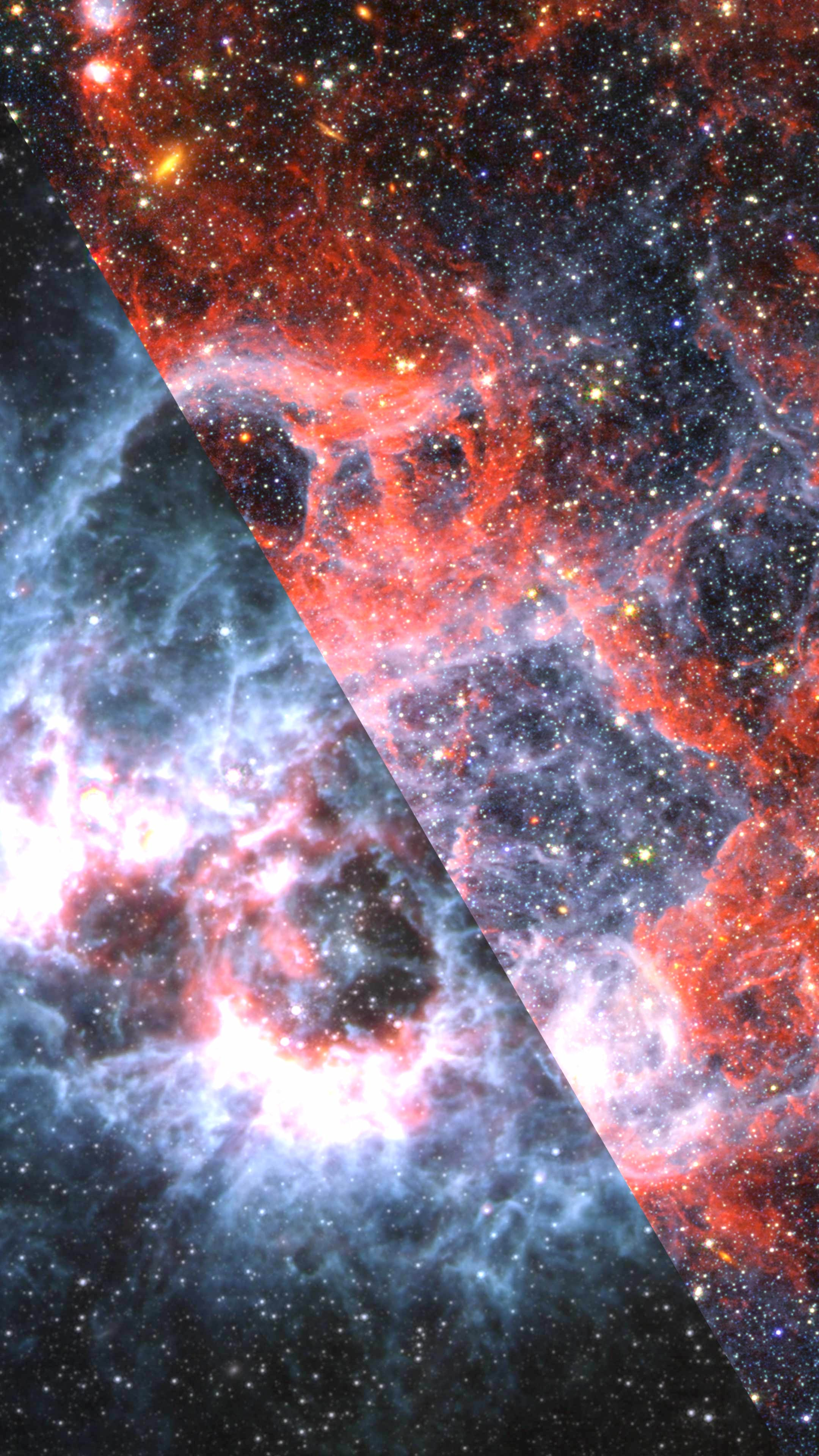
L'un des sites de formation d'étoiles de NGC 604.
NIRI observations of the giant star-forming region NGC 604
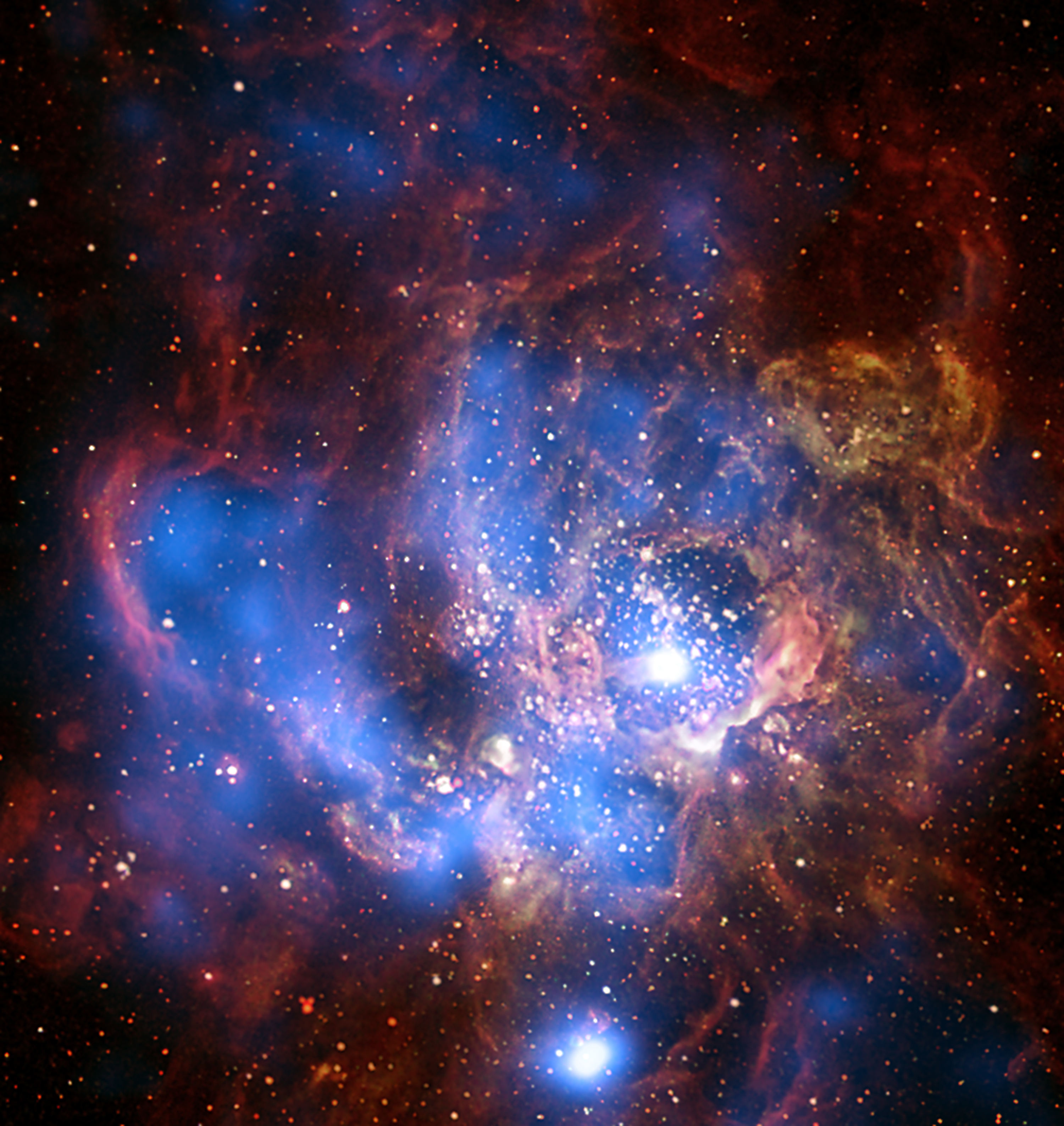
Observation de NGC 604 en Rayon X par le satellite Chandra.
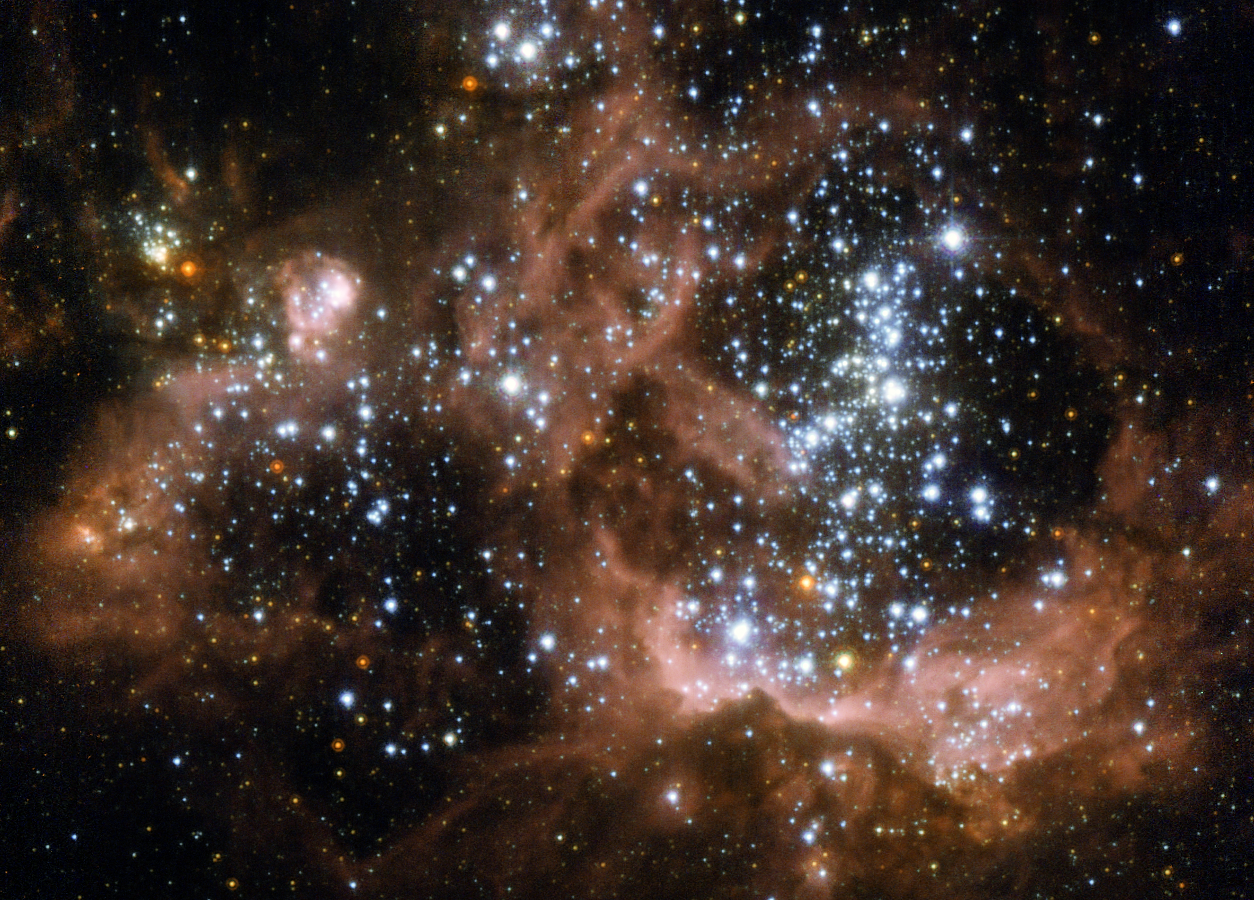
La nébuleuse NGC 604 dans Messier 33.